# Giải bóng đá Ngoại hạng Anh 2000–01
Giải bóng đá Ngoại hạng Anh mùa giải 2000-01 (được biết đến với tên gọi FA Carling Premiership vì lý do tài trợ) là mùa giải Premier League thứ chín và là mùa giải thứ ba liên tiếp kết thúc với việc Manchester United là nhà vô địch và Arsenal là á quân của giải đấu. Alex Ferguson trở thành huấn luyện viên đầu tiên giành ba chức vô địch giải vô địch quốc gia Anh liên tiếp với cùng một câu lạc bộ. Trong khi đó, Liverpool đã đạt được cú ăn ba cúp độc nhất vô nhị - giành FA Cup, League Cup và UEFA Cup. Họ cũng đứng thứ ba tại Premier League và đủ điều kiện tham dự Champions League. Nike đã thay thế Mitre với tư cách là nhà sản xuất bóng thi đấu chính thức của Premier League, một hợp đồng đã được gia hạn nhiều lần kể từ đó, với lần gia hạn gần đây nhất được thực hiện vào tháng 11 năm 2018 đến hết mùa giải 2024–25.
Các suất tham dự Cúp UEFA thuộc về Leeds United, Chelsea, Ipswich Town, và Aston Villa, đội đã giành quyền tham dự thông qua Intertoto Cup. Không có câu lạc bộ nào trong sáu câu lạc bộ hàng đầu tại Premier League có huấn luyện viên người Anh. Huấn luyện viên người Anh thành công nhất trong mùa giải Premier League 2000–01 là Peter Reid, người đã dẫn dắt Sunderland của mình về đích ở vị trí thứ bảy, sau khi dành phần lớn mùa giải để cạnh tranh cho một suất tham dự cúp châu Âu và tạm thời chiếm vị trí thứ hai trên bảng xếp hạng Premier League một thời gian ngắn.
Bất chấp thành công đạt được của Sir Alex Ferguson và Gérard Houllier, Giải thưởng Huấn luyện viên của năm đã được trao cho George Burley. Huấn luyện viên của Ipswich Town phụ trách một đội bóng mới thăng hạng, bắt đầu mùa giải với tư cách là ứng cử viên xuống hạng và với ngân sách hạn chế, đã dẫn dắt đội bóng của mình đến vị trí thứ năm trên bảng xếp hạng chung cuộc Premier League, giành được tổng cộng 66 điểm - tổng số điểm cao nhất trong lịch sử Premier League đối với một đội bóng mới thăng hạng kể từ khi chuyển sang thể thức thi đấu vòng tròn 20 đội và cùng câu lạc bộ giành một suất tham dự UEFA Cup lần đầu tiên sau gần 20 năm. Mùa giải 2000–01 có lẽ là mùa giải tốt nhất cho các đội mới thăng hạng tại Premier League. Charlton Athletic đứng thứ chín, thành tích cao nhất của họ kể từ những năm 1950. Đội bóng mới thăng hạng duy nhất phải xuống hạng là Manchester City, đội đã xuống hạng ba lần và thăng hạng hai lần trong vòng sáu mùa giải. Bị xuống hạng ở vị trí cuối cùng là Bradford City, đội đã trở lại hạng đấu cao nhất sau gần 80 năm nhưng đã kết thúc chỉ sau hai mùa giải. Vị trí xuống hạng tiếp theo thuộc về Coventry City, đội cuối cùng đã xuống hạng sau 34 mùa giải liên tiếp chơi ở hạng đấu cao nhất, với nhiều trận chiến trụ hạng qua các mùa giải và kết thúc hành trình ở giải đấu khi không bao giờ đội bóng có một vị trí cao hơn vị trí thứ sáu.

## Các đội bóng
20 đội đã tranh tài cùng nhau trong giải đấu;– 17 đội đứng đầu từ mùa giải trước và ba đội thăng hạng từ First Division. Các đội thăng hạng là Charlton Athletic, Manchester City và Ipswich Town, trở lại sau thời gian vắng bóng ở giải đấu hàng đầu lần lượt là 1, 4 và 5 năm. Họ đã thay thế Wimbledon, Sheffield Wednesday và Watford. Các câu lạc bộ này đã xuống chơi tại giải First Division sau khi trải qua 14, 9 và 1 năm ở giải đấu hàng đầu tương ứng.

### Sân vận động và địa điểm
| Câu lạc bộ        | Địa điểm                  | Sân vận động       | Sức chứa |
| ----------------- | ------------------------- | ------------------ | -------- |
| Arsenal           | London (Highbury)         | Arsenal Stadium    | 38,419   |
| Aston Villa       | Birmingham                | Villa Park         | 42,573   |
| Bradford City     | Bradford                  | Valley Parade      | 25,136   |
| Charlton Athletic | London (Charlton)         | The Valley         | 20,043   |
| Chelsea           | London (Fulham)           | Stamford Bridge    | 42,055   |
| Coventry City     | Coventry                  | Highfield Road     | 23,489   |
| Derby County      | Derby                     | Pride Park Stadium | 33,597   |
| Everton           | Liverpool (Walton)        | Goodison Park      | 40,569   |
| Ipswich Town      | Ipswich                   | Portman Road       | 30,300   |
| Leeds United      | Leeds                     | Elland Road        | 40,242   |
| Leicester City    | Leicester                 | Filbert Street     | 22,000   |
| Liverpool         | Liverpool (Anfield)       | Anfield            | 45,522   |
| Manchester City   | Manchester (Moss Side)    | Maine Road         | 35,150   |
| Manchester United | Manchester (Old Trafford) | Old Trafford       | 68,174   |
| Middlesbrough     | Middlesbrough             | Riverside Stadium  | 35,049   |
| Newcastle United  | Newcastle upon Tyne       | St James' Park     | 52,387   |
| Southampton       | Southampton               | The Dell           | 15,200   |
| Sunderland        | Sunderland                | Stadium of Light   | 49,000   |
| Tottenham Hotspur | London (Tottenham)        | White Hart Lane    | 36,240   |
| West Ham United   | London (Upton Park)       | Boleyn Ground      | 35,647   |

1. ↑  Đây là mùa giải cuối cùng của Southampton tại The Dell vì họ dự kiến sẽ chuyển đến Sân vận động St Mary từ mùa giải tiếp theo trở đi.

### Nhân sự và dụng cụ thi đấu
(tính đến 14 tháng 5 năm 2001)
| Câu lạc bộ        | Huấn luyện viên             | Đội trưởng       | Nhà sản xuất dụng cụ thi đấu | Nhà tài trợ áo đấu |
| ----------------- | --------------------------- | ---------------- | ---------------------------- | ------------------ |
| Arsenal           | Arsène Wenger               | Tony Adams       | Nike                         | Dreamcast/Sega1    |
| Aston Villa       | John Gregory                | Gareth Southgate | Diadora                      | NTL                |
| Bradford City     | Jim Jefferies               | Stuart McCall    | Asics                        | JCT600 Ltd         |
| Charlton Athletic | Alan Curbishley             | Mark Kinsella    | Le Coq Sportif               | Redbus             |
| Chelsea           | Claudio Ranieri             | Dennis Wise      | Umbro                        | Autoglass          |
| Coventry City     | Gordon Strachan             | Mustapha Hadji   | CCFC Garments                | Subaru             |
| Derby County      | Jim Smith                   | Darryl Powell    | Puma                         | EDS                |
| Everton           | Walter Smith                | Dave Watson      | Puma                         | One2One            |
| Ipswich Town      | George Burley               | Matt Holland     | Punch                        | Greene King        |
| Leeds United      | David O'Leary               | Lucas Radebe     | Nike                         | Strongbow          |
| Leicester City    | Peter Taylor                | Matt Elliott     | Le Coq Sportif               | Walkers Crisps     |
| Liverpool         | Gérard Houllier             | Jamie Redknapp   | Reebok                       | Carlsberg Group    |
| Manchester City   | Joe Royle                   | Alfie Haaland    | Le Coq Sportif               | Eidos              |
| Manchester United | Sir Alex Ferguson           | Roy Keane        | Umbro                        | Vodafone           |
| Middlesbrough     | Terry Venables Bryan Robson | Paul Ince        | Erreà                        | BT Cellnet         |
| Newcastle United  | Bobby Robson                | Alan Shearer     | Adidas                       | NTL                |
| Southampton       | Stuart Gray                 | Matt Le Tissier  | Saints                       | Friends Provident  |
| Sunderland        | Peter Reid                  | Michael Gray     | Nike                         | Reg Vardy          |
| Tottenham Hotspur | Glenn Hoddle                | Sol Campbell     | Adidas                       | Holsten            |
| West Ham United   | Glenn Roeder                | Steve Lomas      | Fila                         | Dr. Martens        |

- 1 Logo Dreamcast xuất hiện trên áo đấu sân nhà và sân thứ ba của Arsenal trong khi logo Sega xuất hiện trên áo đấu sân khách của họ.

## Bảng xếp hạng
| VT | Đội                   | ST | T  | H  | B  | BT | BB | HS  | Đ  | Giành quyền tham dự hoặc xuống hạng                        |
| -- | --------------------- | -- | -- | -- | -- | -- | -- | --- | -- | ---------------------------------------------------------- |
| 1  | Manchester United (C) | 38 | 24 | 8  | 6  | 79 | 31 | +48 | 80 | Điều kiện tham dự Vòng bảng đầu tiên Champions League      |
| 2  | Arsenal               | 38 | 20 | 10 | 8  | 63 | 38 | +25 | 70 | Điều kiện tham dự Vòng bảng đầu tiên Champions League      |
| 3  | Liverpool             | 38 | 20 | 9  | 9  | 71 | 39 | +32 | 69 | =Điều kiện tham dự Champions League third qualifying round |
| 4  | Leeds United          | 38 | 20 | 8  | 10 | 64 | 43 | +21 | 68 | Điều kiện tham dự Vòng đầu tiên UEFA Cup                   |
| 5  | Ipswich Town          | 38 | 20 | 6  | 12 | 57 | 42 | +15 | 66 | Điều kiện tham dự Vòng đầu tiên UEFA Cup                   |
| 6  | Chelsea               | 38 | 17 | 10 | 11 | 68 | 45 | +23 | 61 | Điều kiện tham dự Vòng đầu tiên UEFA Cup                   |
| 7  | Sunderland            | 38 | 15 | 12 | 11 | 46 | 41 | +5  | 57 |                                                            |
| 8  | Aston Villa           | 38 | 13 | 15 | 10 | 46 | 43 | +3  | 54 | Điều kiện tham dự Vòng 3 Cúp Intertoto                     |
| 9  | Charlton Athletic     | 38 | 14 | 10 | 14 | 50 | 57 | −7  | 52 |                                                            |
| 10 | Southampton           | 38 | 14 | 10 | 14 | 40 | 48 | −8  | 52 |                                                            |
| 11 | Newcastle United      | 38 | 14 | 9  | 15 | 44 | 50 | −6  | 51 | Điều kiện tham dự Vòng 3 Cúp Intertoto                     |
| 12 | Tottenham Hotspur     | 38 | 13 | 10 | 15 | 47 | 54 | −7  | 49 |                                                            |
| 13 | Leicester City        | 38 | 14 | 6  | 18 | 39 | 51 | −12 | 48 |                                                            |
| 14 | Middlesbrough         | 38 | 9  | 15 | 14 | 44 | 44 | 0   | 42 |                                                            |
| 15 | West Ham United       | 38 | 10 | 12 | 16 | 45 | 50 | −5  | 42 |                                                            |
| 16 | Everton               | 38 | 11 | 9  | 18 | 45 | 59 | −14 | 42 |                                                            |
| 17 | Derby County          | 38 | 10 | 12 | 16 | 37 | 59 | −22 | 42 |                                                            |
| 18 | Manchester City (R)   | 38 | 8  | 10 | 20 | 41 | 65 | −24 | 34 | Xuống chơi tại Football League First Division              |
| 19 | Coventry City (R)     | 38 | 8  | 10 | 20 | 36 | 63 | −27 | 34 | Xuống chơi tại Football League First Division              |
| 20 | Bradford City (R)     | 38 | 5  | 11 | 22 | 30 | 70 | −40 | 26 | Xuống chơi tại Football League First Division              |

1. 1 2  Vì Liverpool vô địch Cúp Liên đoàn 2000-01 và đủ điều kiện tham dự Champions League, suất tham dự Cúp UEFA của họ đã thuộc về Ipswich Town,đội đứng thứ năm trên bảng xếp hạng. Vì cả hai đội vào chung kết Cúp FA 2001, Liverpool và Arsenal đã đủ điều kiện tham dự Champions League, suất tham dự Cúp UEFA đã thuộc về Chelsea là đội đứng thứ sáu. Cả Ipswich và Chelsea đều là đội xếp hạng cao nhất chưa đủ điều kiện tham dự một giải đấu châu Âu.

## Thống kê mùa giải

#### Vua phá lưới

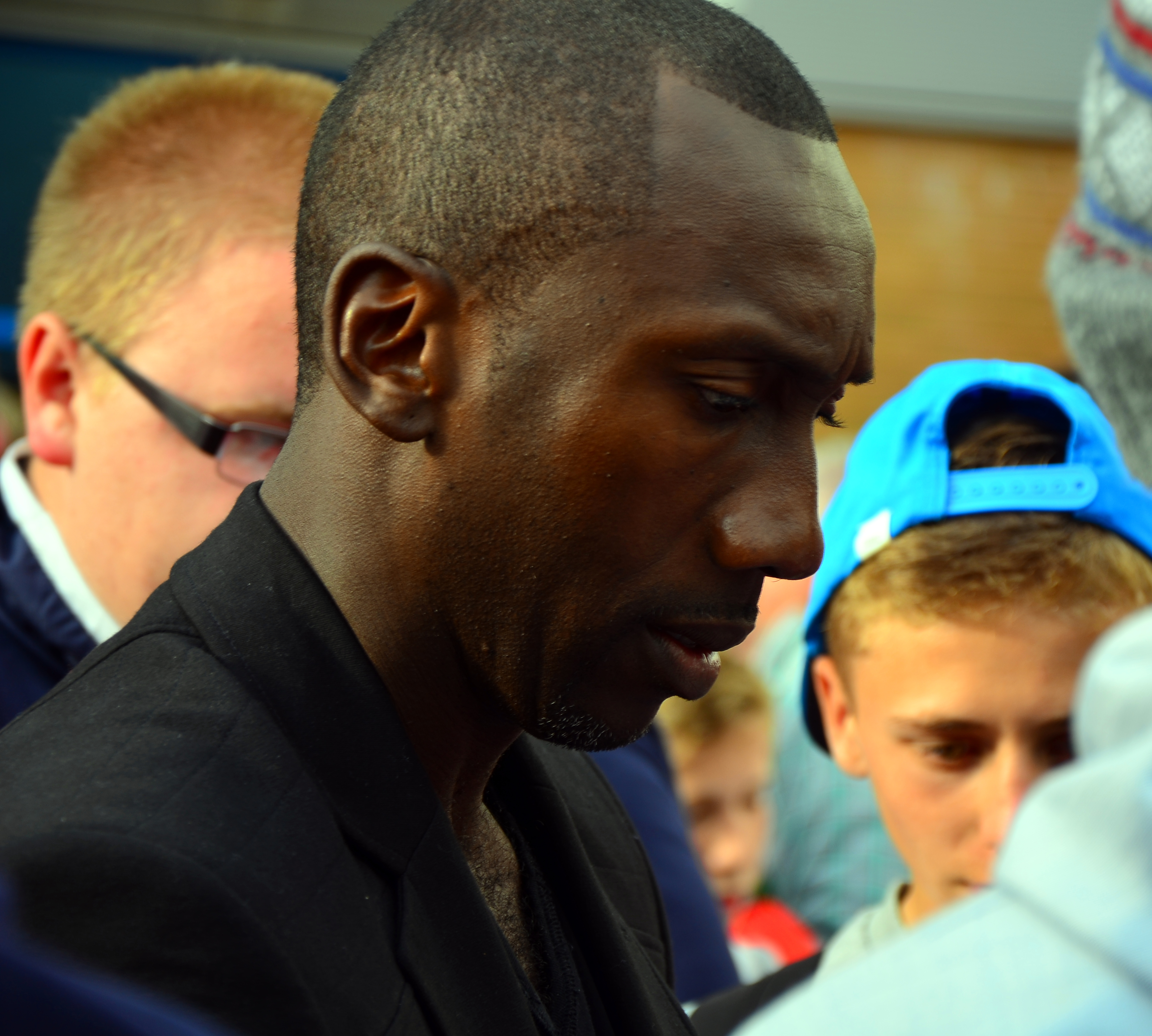
Jimmy Floyd Hasselbaink của Chelsea lần thứ hai là cầu thủ ghi nhiều bàn thắng nhất với 23 bàn thắng.

| Xếp hạng | Cầu thủ                 | Câu lạc bộ        | Bàn thắng |
| -------- | ----------------------- | ----------------- | --------- |
| 1        | Jimmy Floyd Hasselbaink | Chelsea           | 23        |
| 2        | Marcus Stewart          | Ipswich Town      | 19        |
| 3        | Thierry Henry           | Arsenal           | 17        |
| 3        | Mark Viduka             | Leeds United      | 17        |
| 5        | Michael Owen            | Liverpool         | 16        |
| 6        | Teddy Sheringham        | Manchester United | 15        |
| 7        | Emile Heskey            | Liverpool         | 14        |
| 7        | Kevin Phillips          | Sunderland        | 14        |
| 9        | Alen Bokšić             | Middlesbrough     | 12        |
| 10       | James Beattie           | Southampton       | 10        |

#### Hat-tricks

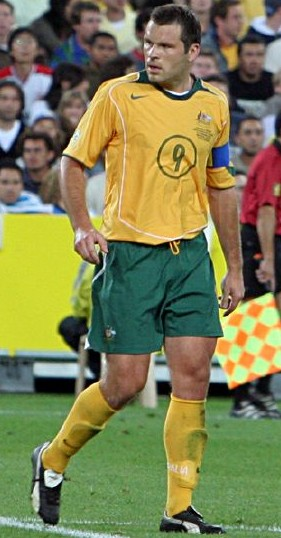
Mùa giải Ngoại hạng Anh 2000–01 chứng kiến Mark Viduka của Leeds United trở thành cầu thủ Úc đầu tiên (và là duy nhất cho đến nay) ghi được hat-trick.

| Cầu thủ                  | Đội               | Đối thủ          | Kết quả | Ngày                 | Tham khảo |
| ------------------------ | ----------------- | ---------------- | ------- | -------------------- | --------- |
| Paulo Wanchope           | Manchester City   | Sunderland       | 4–2 (H) | 23 tháng 8 năm 2000  | [ 4 ]     |
| Michael Owen             | Liverpool         | Aston Villa      | 3–1 (H) | 6 tháng 9 năm 2000   | [ 5 ]     |
| Emile HeskeyP            | Liverpool         | Derby County     | 4–0 (A) | 15 tháng 10 năm 2000 | [ 6 ]     |
| Jimmy Floyd Hasselbaink4 | Chelsea           | Coventry City    | 6–1 (H) | 21 tháng 10 năm 2000 | [ 7 ]     |
| Teddy Sheringham         | Manchester United | Southampton      | 5–0 (H) | 28 tháng 10 năm 2000 | [ 8 ]     |
| Mark Viduka4             | Leeds United      | Liverpool        | 4–3 (H) | 4 tháng 11 năm 2000  | [ 9 ]     |
| Les FerdinandP           | Tottenham Hotspur | Leicester City   | 3–0 (H) | 25 tháng 11 năm 2000 | [ 10 ]    |
| Ray Parlour              | Arsenal           | Newcastle United | 5–0 (H) | 9 tháng 12 năm 2000  | [ 11 ]    |
| Thierry Henry            | Arsenal           | Leicester City   | 6–1 (H) | 26 tháng 12 năm 2000 | [ 12 ]    |
| Kevin Phillips           | Sunderland        | Bradford City    | 4–1 (A) | 26 tháng 12 năm 2000 | [ 12 ]    |
| Dwight Yorke             | Manchester United | Arsenal          | 6–1 (H) | 25 tháng 2 năm 2001  | [ 13 ]    |
| Sylvain Wiltord          | Arsenal           | West Ham United  | 3–0 (H) | 3 tháng 3 năm 2001   | [ 14 ]    |
| Marcus Stewart           | Ipswich Town      | Southampton      | 3–0 (A) | 2 tháng 4 năm 2001   | [ 15 ]    |
| Michael Owen             | Liverpool         | Newcastle United | 3–0 (H) | 5 tháng 5 năm 2001   | [ 16 ]    |

Note: 4 Cầu thủ ghi 4 bàn thắng; P Cầu thủ ghi được cú hat-trick hoàn hảo; (H) – Sân nhà; (A) – Sân khách

#### Top kiến tạo

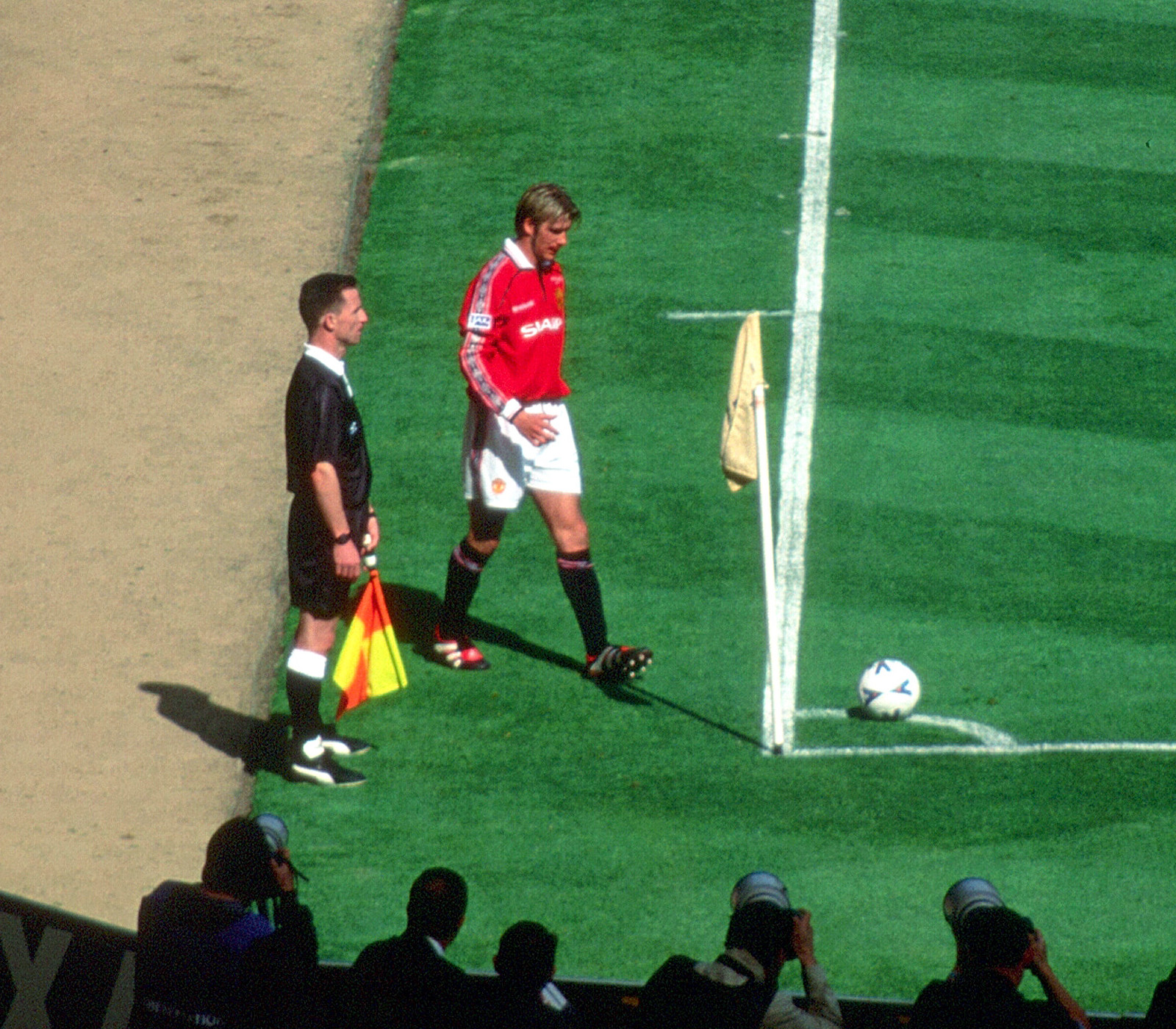
David Beckham của Manchester United là cầu thủ kiến tạo nhiều nhất với 12 bàn thắng cho câu lạc bộ trong mùa giải Ngoại hạng Anh 2000–01.

| Xếp hạng | Cầu thủ                 | Câu lạc bộ        | Kiến tạo |
| -------- | ----------------------- | ----------------- | -------- |
| 1        | David Beckham           | Manchester United | 12       |
| 2        | Nolberto Solano         | Newcastle United  | 10       |
| 3        | Jimmy Floyd Hasselbaink | Chelsea           | 9        |
| 3        | Thierry Henry           | Arsenal           | 9        |
| 3        | Vladimír Šmicer         | Liverpool         | 9        |
| 6        | Ryan Giggs              | Manchester United | 8        |
| 6        | Graham Stuart           | Charlton Athletic | 8        |
| 8        | Stephen Clemence        | Tottenham Hotspur | 7        |
| 8        | Paolo Di Canio          | West Ham United   | 7        |
| 8        | Hassan Kachloul         | Southampton       | 7        |